# Перкарина
Перкарина (лат. Percarina demidoffii), ранее сопач — рыба семейства окуневых.

## Внешний вид
Внешне перкарины немного похожи на ершей. Наибольшая длина и масса тела 11 см и 11 г, обычно до 8 см и 6 г. Продолжительность жизни 3-4 года. Тело удлиненное, довольно высокое, сжатое с боков, покрытое тонкой чешуей, которая при дотрагивании легко спадает с тела. Основание грудных плавников находится над основанием брюшных. Боковая линия полная. Рот большой, вооруженный мелкими зубами. На боках головы большие слизеотделительные полости, тело покрыто слоем слизи. Голова, в том числе и жаберные крышки, и грудь не покрытые чешуей. Диаметр глаза равна длине рыла. В живом виде тело почти прозрачное, верхняя часть головы и спина желтовато-молочные, брюхо серовато-серебристо-белые. Вдоль боковой линии часто бывают темные пятна, вдоль основания спинных плавников до 8-9 темных округлых пятнышек, на одной части головы буроватая пятно полумесячной формы. Плавники прозрачные с желтизной.

## Образ жизни
Биология изучена плохо. Солоноводная стайная придонно-пелагическая рыба, которая обычно не выходит за пределы лиманов, иногда попадается в приустьевых и устьевых участках рек, иногда образует пресноводные популяции. Держится на глубинах до 5 м, обычно в местах с песчано-илистым, илистым или заиленным ракушечным грунтом, часто отмечается и в толще воды. Образует большие скопления, иногда вместе с тюлькой или другими рыбами. Половой зрелости достигает, видимо, на втором году жизни. Размножение с конца мая до конца июня. Другие подробности размножения и развития неизвестны. Питается, в зависимости от времени года, детритом, водорослями и другой растительностью, планктоном, обитателями дна — червями, ракообразными, моллюсками, личинками и взрослыми насекомыми и т. п., а также икрой и молодью рыб (тюлька, атерины, бычками, др.). Поедаема судаком.
Постепенно продвигается вверх по каскаду Днепровских водохранилищ.

## Промышленное значение
Промышленного значения не имеет (почти непригодна для употребления в пищу). Выделяет слизь, снижая ценность основного улова; используется на тук и кормовую муку.